# Rastapé
Rastapé é uma banda brasileira de forró universitário criada em 1999 em São Paulo. A banda Rastapé já se apresentava por todo o país em casas noturnas, universidades e grandes eventos. As musicas compostas pela banda Rastapé tiveram enorme aceitação, criando uma identificação com o público. Em seu repertório também estavam grandes clássicos de Luíz Gonzaga, Trio Nordestino, Jackson do Pandeiro, entre outros.

## Biografia
O Rastapé foi criado em São Paulo, no ano de 1999, pelo acordeonista Jorge Lunguinho, conhecido como Seu Jorge. Conta ainda com as presenças de seus filhos Jorge Filho, no vocal , Tico na guitarra, violão e cavaco. Adepto do forró pé-de-serra, o grupo participou em 2000 do disco O Som do Forró ao lado do grupo Baião de Quatro, interpretando músicas de Luiz Gonzaga. No mesmo ano, participou do CD Pop Dez Mais, lançado pela Abril Music, com a música "Colo de Menina", de Jorge Filho. Ainda em 2000, lançou o CD Fale Comigo, o primeiro individual, lançado pela Abril Music, com destaque para as músicas "Colo de Menina" (que foi incluída na trilha sonora da novela As Filhas da Mãe, e malhação em 2017 exibida pela Rede Globo), "Beijo Roubado", "Um Anjo do Céu" (sucesso do grupo Maskavo), "Luau em Dunas" e a faixa título. O CD contou com a participação especial de Osvaldinho do Acordeom nas faixas "O Chinelo/Vamos Chamegar", de João Silva e J. B. de Aquino e "Forró no Claro", de Antônio Barros. Nesse ano o grupo participou do Festival de Forró de Itaúnas, praia do Espírito Santo.
Considerado um dos expoentes do chamado forró universitário, o grupo lançou em 2002 o CD Até o Dia Clarear, com destaque para "Ataiô", "Versos Sinceros", "Bicho do Mato" e "Novo Dia", recebendo disco de ouro com mais de 100 mil cópias vendidas. Em 2005, firmando-se como um dos principais grupos de forró universitário do país, lançaram o primeiro DVD da carreira, Cantando a História do Forró, pela EMI. Gravado ao vivo, o álbum trouxe releituras de sucessos de Luis Gonzaga, Jackson do Pandeiro, Dominguinhos, Alceu Valença, Elba Ramalho, entre outros. A gravação teve participação especial de Alcione, na faixa "Pedra de Responsa", e do Trio Nordestino, na faixa "Procurando Tu". O álbum também contou com a participação especial de Fafá de Belém e sua filha Mariana. No mesmo ano, a Deckdisc lançou uma coletânea com seus principais sucessos, como "Colo de Menina", "Namoro", "Beijo Roubado" e "Um Anjo do Céu".

## Integrantes
1ª formação 
- Jorge Filho - vocal
- Sr Jorge - sanfona
- Tico - guitarra e violão
- Chiquinho zabumba
- Marquinhos percussão

2ª formação 
- Jorge Filho - vocal
- Sr Jorge - sanfona
- Tico - guitarra e violão
- Maza - zabumba

## Discografia
- O Som do Forró (com Baião de 4) (Deckdisc - 2000)
- Fale Comigo (Abril Music - 2000)
- Até o Dia Clarear (Abril Music - 2002)
- Pode Relampejar (EMI - 2004)
- O Melhor de Rastapé (EMI - 2005)
- Cantando a História do Forró (EMI - 2005)
- Tudo é Forró (EMI - 2006)
- Rastapé (Independente - 2009)
- Rastapé Olha Aí (single - 2018)
- Rastapé Olha Aí (EP - 2019)
- Rastapé  Vou Te Lavar (single - 2019)
- Rastapé Origem (2020)